# Страдецкая пещера
Страдчанская пещера (другое название — Страдецкая пещера) — геологический памятник природы местного значения. Расположен возле села Страдч (Яворовский район, Львовская область), на левом берегу реки Верещицы, недалеко от трассы Львов — Краковец (автодорога М10).

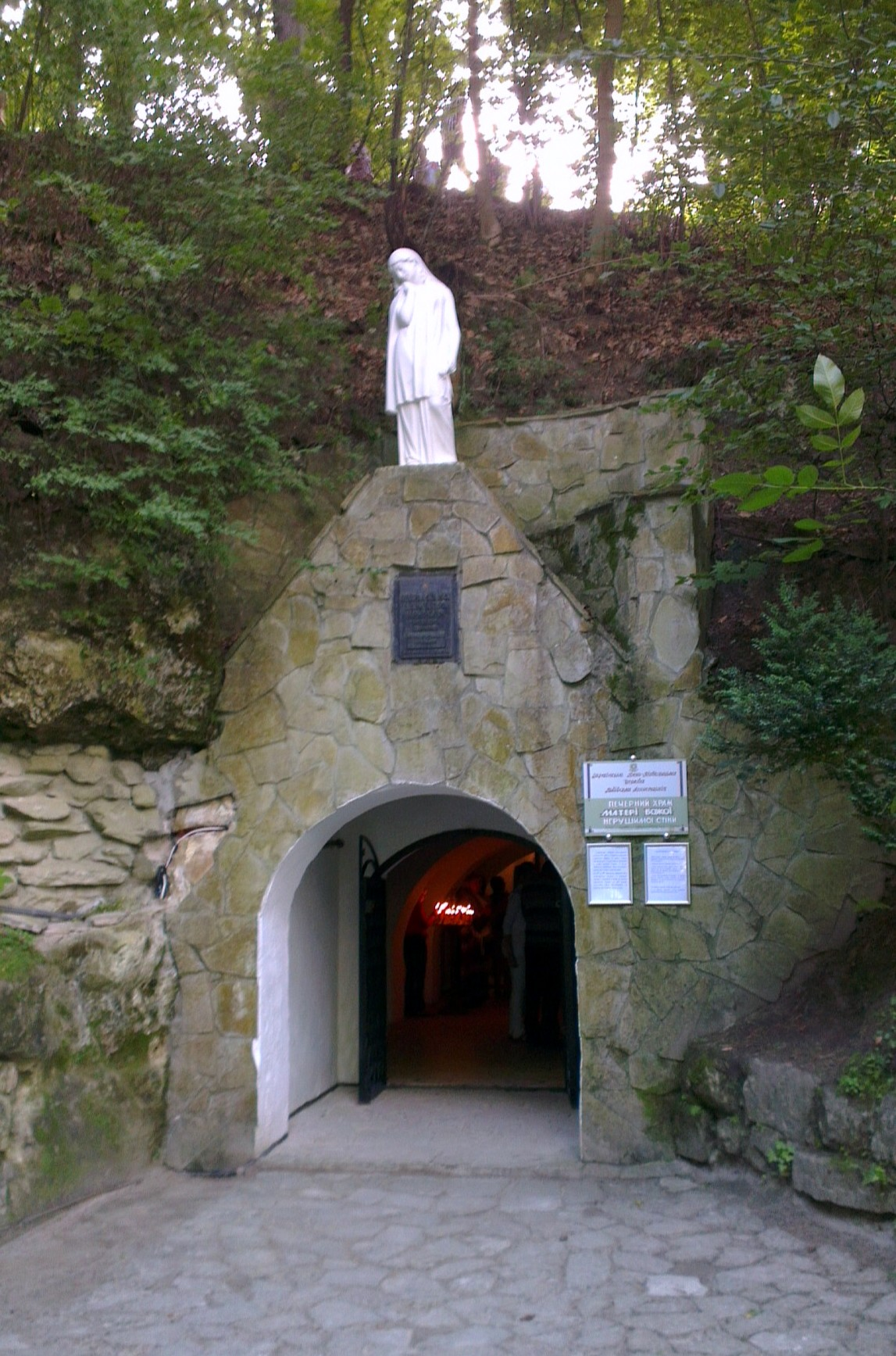
Вход в Страдецкую пещеру

Пещера находится в недрах Страдецкой (или Страдчанский) горы (359 м), которая расположена на южном ответвлении холмистой гряды Расточье. Гора сложена из песчаников тортона. Вход в пещеру расположен на крутом северном склоне горы. Общая длина ходов — более 270 м. Состоит из входной галереи (длиной около 40 м), в которой устроена часовня. В пещерной церкви является каменный крест XI века, сохранился каменный стул для исповеди. У главной стены — вырубленный из камня престол, на котором, в углублении горел вечный огонь. Также там было несколько монашеских келий. В конце галереи есть стена, где по камню стекают капли — «слёзы Богородицы». Далее ход сужается и переходит в длинный извилистый коридор, ведущий вглубь горы. В начале коридора является боковое ответвление направо, которое ведёт к небольшому залу. Главный коридор узкий, невысокий, неглубокий, высотой всего 1 метр. Вдоль коридора встречаются боковые углубления, иногда довольно просторные. Ближе к концу пещеры есть крутой уступ (высотой до 2 метров), в котором выдолблены несколько ступенек. После уступа коридор сужается и переходит в узкий лаз (длиной 3 м), через который можно проползти в небольшой зал. Далее ведёт ещё один ход, однако он заканчивается тупиком.
Пещера рукотворная, хотя её создатели сначала использовали естественные тектонические трещины, которые постепенно расширяли и углубляли. Во времена Киевской Руси и Галицко-Волынского княжества здесь находился второй после Киево-Печерской лавры подземный монастырь на территории нынешней Украины. Монастырь упоминается в Галицко-Волынской летописи от 1242 под названием «Пещера Домажирова» — именно к такому мнению склонялся галицкий историк Денис Зубрицкий. Другой позиции придерживался Михаил Грушевский, который высказал мнение, что летописное «Пещера Домажирова» может находиться вблизи села Домаморич на Тернопольщине. Археологическими исследованиями установлено, что монастырь в Страдецкой пещере состоял из входной галереи (длина ок. 40 м), ходов общей длиной более 270 м и нескольких келий, которые размещались на глубине ок. 20 м. На вершине горы находилось укреплённое городище. Монастырь прекратил своё существование ок. 14 в.